# Wilhelm Oehler
Wilhelm Oehler (* 4. Juni 1877 in Hausen an der Lauchert, Württemberg; † 20. März 1966 in Erdmannhausen) war ein evangelischer Theologe, Missionar der Basler Mission und Pfarrer.

## Leben
Oehler entstammt einer Theologenfamilie; sein Großvater väterlicherseits war Gustav Friedrich Oehler (1812–1872) evangelischer Theologe und Stiftsephorus in Tübingen, sein Vater Hermann Oehler (1846–1931) war Dekan in Stuttgart-Bad Cannstatt. Von 1896 bis 1900 studierte Oehler evangelische Theologie in Tübingen, von 1901 bis 1903 folgte eine Lehrtätigkeit am Basler Missionshaus. Einen Auslandsaufenthalt in Jerusalem im Deutschen Evangelischen Institut für Altertumswissenschaft des Heiligen Landes schloss er 1905 mit der Promotion zum Dr. phil. ab. 1906 wurde er durch die Basler Mission nach China gesandt, wo er zunächst ledig tätig war, 1909 folgte ihm seine zukünftige Ehefrau Elisabeth Heimerdinger, eine Kaufmannstochter aus Stuttgart-Bad Cannstatt. Die Eheschließung fand in Hongkong am 25. März 1909 statt. 
Die Eheleute blieben bis 1920 in der China-Mission tätig und leiteten in der Provinz Kanton die Missionsstation Tschonghangkang. Auch nach ihrer Rückkehr waren sie der Mission verbunden. 1920 übernahm Oehler eine Dozententätigkeit für Missionswissenschaft an der evangelisch-theologischen Fakultät Tübingen und war als Hausgeistlicher am Tropengenesungsheim des Missionsärztlichen Instituts tätig. 1926 übersiedelte er mit seiner Familie nach Basel, wo er als Inspektor der Basler Mission für China tätig war und als Privatdozent der Basler Universität Missionstheologie lehrte. Von 1932 bis 1949 übernahm Oehler eine Stelle als Dorfpfarrer in dem kleinen schwäbischen Dorf Erdmannhausen in der Nähe seiner Stuttgarter Heimat, wo er hochbetagt und ebenso hoch angesehen starb. In der NS-Zeit bezog er als Vertrauensmann der Bekennenden Kirche Stellung gegen das NS-Regime. Er wurde auf dem Friedhof in Erdmannhausen im Familiengrab begraben. 
Neben Missions- und theologischen Schriften war er an Publikationen seiner als Schriftstellerin erfolgreichen Ehefrau beteiligt. Im Katalog der Deutschen Nationalbibliothek ist er als Verfasser von 23 Schriften, meist aus und über die Mission gelistet.
Das Paar hatte vier Kinder; eine Enkelin ist die Wissenschaftsjournalistin und Neurobiologin Regina Oehler-van-Gemmeren.

## Werke
- Geschichte der deutschen ev. Mission (1949/51)
- Seid Täter des Worts (1937, 1954)
- Die Ortschaften und Grenzen Galiläas nach Josephus (1905, Diss.)
- Die Taiping-Bewegung (1923, theol. Lizentiatenarbeit)
- China und die christliche Mission in Geschichte und Gegenwart, (1925)
- Wege Gottes in China (1931)
- Das Johannesevangelium, eine Missionsschrift für die Welt (1936)
- Das Wort des Johannes an die Gemeinde (1938)
- Zum Missionscharakter des Johannesevangeliums (1941)
- Johannes, Missionsschrift für die Welt und Wort an die Gemeinde (1964, Hg.: Ev. Missions-Magazin N.S. 69-77, 1926–33)
- Elisabeth Oehler-Heimerdinger, 1884–1955 (1955)

## Autobiographie
- Wilhelm Oehler: Aus meiner Kindheit. Hrsg. von Wiltrud Oehler, Steinkopf Verlag 1977.